# Hermann Behrends
Hermann Johann Heinrich Behrends, född 11 maj 1907 i Rüstringen, död 4 december 1948 i Belgrad, var en tysk jurist och SS-general. Behrends var ställföreträdande chef för Hauptamt Volksdeutsche Mittelstelle, Tredje rikets centralorgan för folktyskarnas välfärd. I slutet av andra världskriget var han Höhere SS- und Polizeiführer (Högre SS- och polisbefälhavare) för Serbien, Sandžak och Montenegro. Efter andra världskriget utlämnades Behrends till Jugoslavien och avrättades för krigsförbrytelser.

## Biografi
Behrends disputerade 1931 vid Philipps-Universität Marburg på avhandlingen Die nützliche Geschäftsführung. I början av påföljande år inträdde han i SS.

## Befordringar inom SS[2]
- Mann: 1 februari 1932
- Scharführer: 12 september 1932
- Truppführer: 8 oktober 1932 (Efter de långa knivarnas natt 1934 fick graden benämningen Oberscharführer.)
- Sturmführer: 20 april 1933 (Efter de långa knivarnas natt 1934 fick graden benämningen Untersturmführer.)
- Obersturmführer: 1 februari 1934
- Hauptsturmführer: 20 april 1934
- Sturmbannführer: 15 juni 1934
- Obersturmbannführer: 4 juli 1934
- Standartenführer: 20 april 1935
- Oberführer: 20 april 1937
- Brigadeführer: 1 januari 1941
- Generalmajor der Polizei: 15 mars 1944
- Gruppenführer und Generalleutnant der Polizei: 1 augusti 1944

## Utmärkelser[2]
- Järnkorset av andra klassen
- Krigsförtjänstkorset av första klassen med svärd
- Krigsförtjänstkorset av andra klassen med svärd
- Danzigkorset av första klassen
- Infanteristridsmärket
- Såradmärket i svart
- Anschlussmedaljen
- Sudetenlandmedaljen med Pragspännet
- Memelmedaljen
- Tyska Röda korsets medalj av första klassen
- Tyska Röda korsets medalj av andra klassen
- Tyska välfärdsmedaljen av första klassen
- Tyska välfärdsmedaljen av andra klassen
- Sturmabteilungs idrottsutmärkelse i guld
- Tyska ryttarmärket i brons
- Bulgariska förtjänstmedaljens officerskors av andra klassen
- SS-Ehrenring (Totenkopfring)
- SS:s Hederssvärd

### Fotnoter
1. ↑  Enligt en uppgift avrättades Behrends natten mellan den 20 och 21 december 1947.